# Vereinigung Demokratischer Juristinnen und Juristen
Die Vereinigung Demokratischer Juristinnen und Juristen (VDJ) ist eine berufsübergreifende Juristenorganisation mit Sitz in Düsseldorf, die im März 1972 gegründet wurde. Sie wurde auf Initiative der DKP gegründet und galt als eine von deren Vorfeldorganisationen. Seit der Wende 1989 und dem in der Folge eingetretenen Bedeutungsverlust der DKP wird sie nicht mehr als solche wahrgenommen und agiert unabhängig von dieser. Die VDJ ist Gründungsmitglied der Europäischen Vereinigung von Juristinnen und Juristen für Demokratie und Menschenrechte in der Welt e. V. (EJDM). Der ursprüngliche Name bis Mitte der 1980er Jahre war Vereinigung demokratischer Juristen.

## Programm
„Die Vereinigung sieht die Grundlagen ihrer Arbeit in den Leitprinzipien Freiheit, Gleichheit, Solidarität, Demokratie und Rechtsstaatlichkeit. Die Verwirklichung dieser Leitprinzipien setzt nach Vorstellung der VDJ voraus, dass jedes staatliche, wirtschaftliche und private Handeln gegenüber dem dringenden Erfordernis der Erhaltung der natürlichen Lebensgrundlagen verantwortet werden kann.
Die Vereinigung ist der antifaschistischen Tradition verpflichtet und tritt nationalistischer und rassistischer Politik entgegen; sie übt internationale Solidarität mit allen, die sich für die Durchsetzung dieser Prinzipien einsetzen. […]
Die Vereinigung tritt ein für Völkerverständigung, Sicherung des Friedens und Achtung der Menschen-, politischen und sozialen Grundrechte auf der Grundlage der Charta der Vereinten Nationen und der internationalen Normen und Pakte.“

## Geschichte

### Gründung
Die Vereinigung wurde am 25. März 1972 in Düsseldorf von Anwälten, Referendaren und Jurastudenten gegründet, die von den Ideen der 68er-Bewegung geprägt waren. Sie sollte parteiübergreifend sein und allen juristischen Berufsgruppen offenstehen. Themen der Anfangsjahre waren die Notstandsgesetze, der Radikalenerlass, Reformen im Arbeitsrecht und  die Reform der Juristenausbildung.

### Diskussion um Verfassungsfeindlichkeit
Bereits kurz nach der Gründung wurde die VDJ von Verfassungsschutzbehörden des Bundes und der Länder als verfassungsfeindliche Organisation eingestuft. Nicht nur sollte die DKP bei der Gründung Pate gestanden haben, auch waren Mitte der 1970er sechs der 23 Vorstände eingeschriebene DKP-Mitglieder. Zudem wurden eine "propagandistische Diktion" und Begriffe der Satzung als Indizien angeführt. Außerdem sei eine Einbindung in die „Kampagnenpolitik“ der DKP sichtbar.
Die SPD-geführte Bundesregierung bezog eine etwas differenziertere Position: Der Innenminister Werner Maihofer (FDP) nannte die VDJ als Beispiel dafür, dass nicht in jedem Fall gefolgert werden könne, dass eine gesamte Organisation verfassungsfeindliche Ziele verfolge, nur weil in ihr auch Kommunisten mitwirken. Zu der Tatsache, dass die Verfassungsschutzberichte von 1973 und 1974 die VDJ als „kommunistische Hilfsorganisation“ bezeichnet hatten, erklärte Maihofers Parlamentarischer Staatssekretär im Innenministerium Gerhart Baum im Bundestag: „Es gibt […] Organisationen, die zwar von der DKP gegründet wurden und deren Zielen dienen sollen, denen aber auch Mitglieder angehören, die sich mit der kommunistischen Zielsetzung nicht identifizieren, die vielmehr sogar demokratischen Parteien und Organisationen angehören. Zu dieser Kategorie rechnet der Bundesinnenminister die VDJ“. Tatsächlich waren die ersten beiden Bundesvorsitzenden der VDJ SPD-Mitglieder und auch im Bundesvorstand der VDJ waren in den 1970ern teils prominente Sozialdemokraten wie Wolfgang Däubler und Heinz Düx Mitglied. Trotzdem wurde in der Folge in einigen Ablehnungen von Bewerbern für den Staatsdienst die VDJ-Mitgliedschaft als Beleg für mangelnde Verfassungstreue aufgeführt. Dies wurde aber nicht konsistent und bundesweit praktiziert, sondern primär in CDU-regierten Bundesländern.

### Jüngere Entwicklung
Mit dem Ende der DDR und der damit einhergehenden zunehmenden Bedeutungslosigkeit der DKP änderte sich auch die Wahrnehmung der VDJ: So war der Bundesverfassungsschutzbericht für das Jahr 1990 der letzte, der die VDJ als verfassungsfeindliche, von der DKP beeinflusste Organisation aufführte. Auf einem Kongress kurz nach der Wiedervereinigung 1990, auf dem neben Mitgliedern der VDJ auch ostdeutsche Juristen teilnahmen, wurden schwere Differenzen zwischen beiden Gruppen deutlich. Die VDJ arbeitete in der Folge vor allem mit Bündnisorganisationen wie dem RAV und der Humanistischen Union zusammen und beteiligte sich an dem aktuellen rechtspolitischen Diskurs, während die Juristen aus der ehemaligen DDR in einer "VDJ-Ost" eigenständig arbeiteten, die 2007 aber aufgelöst wurde.

## Aktivitäten
Die VDJ arbeitet in Regionalgruppen, so in Berlin-Brandenburg, Bremen, Darmstadt, Dresden, Düsseldorf/Rhein-Ruhr, Frankfurt, Hamburg und München.
Die VDJ vergibt alle zwei Jahre den nach Hans Litten benannten Hans-Litten-Preis an Juristen, die nach Vorstellung der VDJ in besonders hohem Maße demokratisches Engagement bewiesen haben, gelegentlich auch hinsichtlich deren Lebenswerkes. Erste Preisträger waren 1988 Barbara Hüsing und Felicia Langer, 1994 Helmut Kramer und 1996 Barbara Degen. Letzte Preisträgerin war 2022 die römische Rechtsanwältin Simonetta Crisci.
Mitglieder gaben von 1973 bis 1993 die Vierteljahresschrift Demokratie und Recht (DuR) und geben die Internetplattform RechtProgressiv.de heraus. Zudem gibt die VDJ seit 1997 gemeinsam mit anderen Bürgerrechtsorganisationen den jährlichen Grundrechte-Report heraus.
In der VDJ gibt es die Arbeitskreise Familienrecht/Sozialpolitik und Arbeitsrecht. Der Arbeitskreis Familienrecht/Sozialpolitik wurde im Herbst 2005 gegründet und führt zweimal jährlich eine Arbeitstagung durch. Ziel dieser Tagungen ist es, ein Forum für diejenigen Berufsgruppen zu schaffen, die sich in ihrer beruflichen Praxis mit den Entwicklungen im Familienrecht beschäftigen. Der Arbeitskreis Arbeitsrecht bildet über den Kreis von Mitgliedern der VDJ hinaus ein Forum für Arbeitsrechtler, die in ihrer Tätigkeit und nach ihrem Verständnis auf die Interessen der Arbeitnehmer orientiert sind. In diesem Zusammenhang treffen sich Rechtsanwälte, insbesondere Fachanwälte für Arbeitsrecht, hauptamtliche Mitarbeiter aus den Gewerkschaften, Richter der Arbeitsgerichtsbarkeit und Vertreter der Rechtswissenschaft.

## Bundesvorsitzende
- 1972–1980 Gerhard Stuby
- 1980–1986 Norman Paech
- 1992–1996 Konstanze Plett
- 2000–2004 Martin Kutscha
- 2004–2016 Dieter Hummel
- 2016–2024 Joachim Kerth-Zelter
- 2024–0000 Maximilian Pichl

## Publikationen
Der Verein war Herausgeberin einiger Bücher, die überwiegend im Pahl-Rugenstein Verlag verlegt wurden, bis dieser nach dem Wegfall der finanziellen Unterstützung durch die DDR 1989 insolvent wurde.
- Das Grundgesetz: Verfassungsentwicklung und demokratische Bewegung in der BRD. Pahl-Rugenstein, 1974
- Die Berufsverbotspraxis in der BRD und ihre Legalisierung durch das neue Sondergesetz. Sonderdruck aus Demokratie und Recht, Heft 2. 1974, Pahl-Rugenstein, 1974
- Hitlers Blutjustiz: Ein noch zu bewältigendes Kapitel dt. Vergangenheit. Röderberg-Verlag, 1981
- Joachim Schwammborn / Helmut  Tannen (Hrsg.), Auf dem Weg in die Welt, in der wir leben möchten. Umwelt- und Technologiepolitik, gesellschaftliche Kontrolle und Recht. (Konferenzschrift), Röderberg-Verlag, 1989